# Kateri Tekakwitha
Kateri (Caterina) Tekakwitha (Osserneon, 1656 – Kahnawake, 17 aprile 1680) è stata una religiosa nativa americana, prima nativa nordamericana ad essere proclamata santa.

## Biografia
Nata con il nome di Gah-Dah-Li Degh-Agh-Widtha ad Ossernenon, nei pressi dell'odierna Auriesville, Stato di New York, da un capo irochese mohawk e da una donna algonchina cristiana, rimase orfana di padre e di madre a quattro anni in seguito ad un'epidemia di vaiolo, rimanendone essa stessa sfigurata in volto. Fu adottata dagli zii, che non avevano figli, dedicandosi alla caccia ed al lavoro nei campi. Era particolarmente abile nella concia delle pelli e nel ricamo con le perline.
Ben presto però venne derisa dalla famiglia adottiva per la sua fede, e per questo veniva bastonata e minacciata. Gli zii cercarono con l'inganno di darla in sposa ad un giovane guerriero: questo fatto spinse Caterina a fuggire presso la missione di Sault-Saint-Louis dei gesuiti che era appena stata fondata a Kahnawake, in Canada. I gesuiti rimasero sorpresi dal suo comportamento e la chiamarono "Giglio degli Agniers" (termine francese allora in uso per indicare i mohawk). Venne battezzata nel giorno di Pasqua del 1676, ricevendo il nome di Caterina, e alla missione dei gesuiti trascorse il resto della vita, dedicandosi al lavoro e alla preghiera.
Il 25 marzo 1679 si consacrò a Gesù, rifiutando di sposarsi e vivendo secondo il modello religioso, facendo cioè voto di perpetua verginità. Morì a Kahnawake il 17 aprile 1680, a ventiquattro anni, stremata dalle dure penitenze che ne avevano minato la già gracile salute.

## Culto
Alla fine del XIX secolo la chiesa nordamericana andava alla ricerca di modelli "locali" di santità: e fu in tale contesto che la storia di Kateri l'indiana venne riscoperta, introducendone nel 1884 la causa di beatificazione. Pio XII la dichiarò venerabile nel 1943. Fu beatificata da Giovanni Paolo II il 22 giugno 1980 e canonizzata da papa Benedetto XVI il 21 ottobre 2012. È la prima santa autoctona dell'America del Nord (prima di lei, i pochi santi statunitensi o canadesi erano tutti euroamericani, ossia in maggioranza europei di nascita), e per di più è una santa binazionale: nata negli Stati Uniti, è morta in Canada.
Il 25 gennaio 2017 santa Caterina Tekakwitha è stata confermata patrona secondaria della diocesi di Saint Paul in Alberta.

## Riferimenti culturali
Kateri Tekakwitha è apparsa in due romanzi: Belli e perdenti (Beautiful Losers) di Leonard Cohen (1966) e Fathers and Crows di William T. Vollmann (1992). Inoltre viene citata nel romanzo di Jacques Poulin Volkswagen Blues.